# قرار مجلس الأمن التابع للأمم المتحدة رقم 711
قرار مجلس الأمن التابع للأمم المتحدة رقم 711، الذي اتخذ بدون تصويت في 12 أيلول / سبتمبر 1991، بعد دراسة طلب جمهورية ليتوانيا للحصول على عضوية في الأمم المتحدة، أوصى الجمعية العامة بقبول ليتوانيا.
وفي نفس اليوم، اتخذ المجلس القرارين 709 المتطابقين بشأن استونيا و 710 بشأن لاتفيا. كانت دول البلطيق الثلاث جمهوريات اشتراكية سوفيتية في الاتحاد السوفييتي منذ عام 1945. وفي عام 1990 أعلنت استقلالها، وقرارات الأمم المتحدة كانت اعترافًا دوليًا مهمًا بمطالبتها بالاستقلال. تم تمرير القرارات بعد محاولة الإنقلاب السوفييتية في موسكو، والتي عجلت بانهيار الاتحاد السوفياتي.
في 17 أيلول / سبتمبر 1991، قبلت الجمعية العامة ليتوانيا بموجب القرار 46/6.

## روابط خارجية
- نص القرار في undocs.org